# Rilly-sur-Aisne
Pour les articles homonymes, voir Rilly.
Rilly-sur-Aisne est une commune française, située dans le département des Ardennes en région Grand Est. Elle s'est longtemps appelée Rilly-aux-Oies et a été autorisée à changer en 1936, en reprenant son appellation du XVe siècle.

## Géographie
| Saint-Lambert-et-Mont-de-Jeux |                 | Semuy |
|                               | Rilly-sur-Aisne |       |
| Attigny                       |                 | Voncq |

### Hydrographie
La commune est dans la région hydrographique « la Seine du confluent de l'Oise (inclus) à l'embouchure » au sein du bassin Seine-Normandie. Elle est drainée par le canal des Ardennes  (versant Aisne), l'Aisne et l'embranchement de Vouziers,.
Le canal des Ardennes (versant Aisne), d'une longueur de 57 km, est un chenal et un cours d'eau naturel navigable qui a son origine dans la commune de Dom-le-Mesnil et se jette  dans le canal latéral à l'Aisne à Vieux-lès-Asfeld, après avoir traversé 24 communes. Il traverse la commune d'est en ouest dans sa partie nord sur une longueur d'environ 3,4 km.
L'Aisne est un  cours d'eau naturel navigable de 256 km de longueur, traversant les cinq départements Meuse, Marne, Ardennes, Aisne, Oise. Elle est un affluent de rive gauche de l'Oise, ce qui fait d'elle un sous-affluent de la Seine. Elle coule d'est en ouestsur une longueur d'environ 2,8 km et constitue la limite séparative nord de la commune.
L'embranchement de Vouziers est un canal, chenal navigable de 11.92 km. Il prend sa source dans la commune de Vouziers et se jette dans le canal des Ardennes au niveau de la commune de Rilly-sur-Aisne.

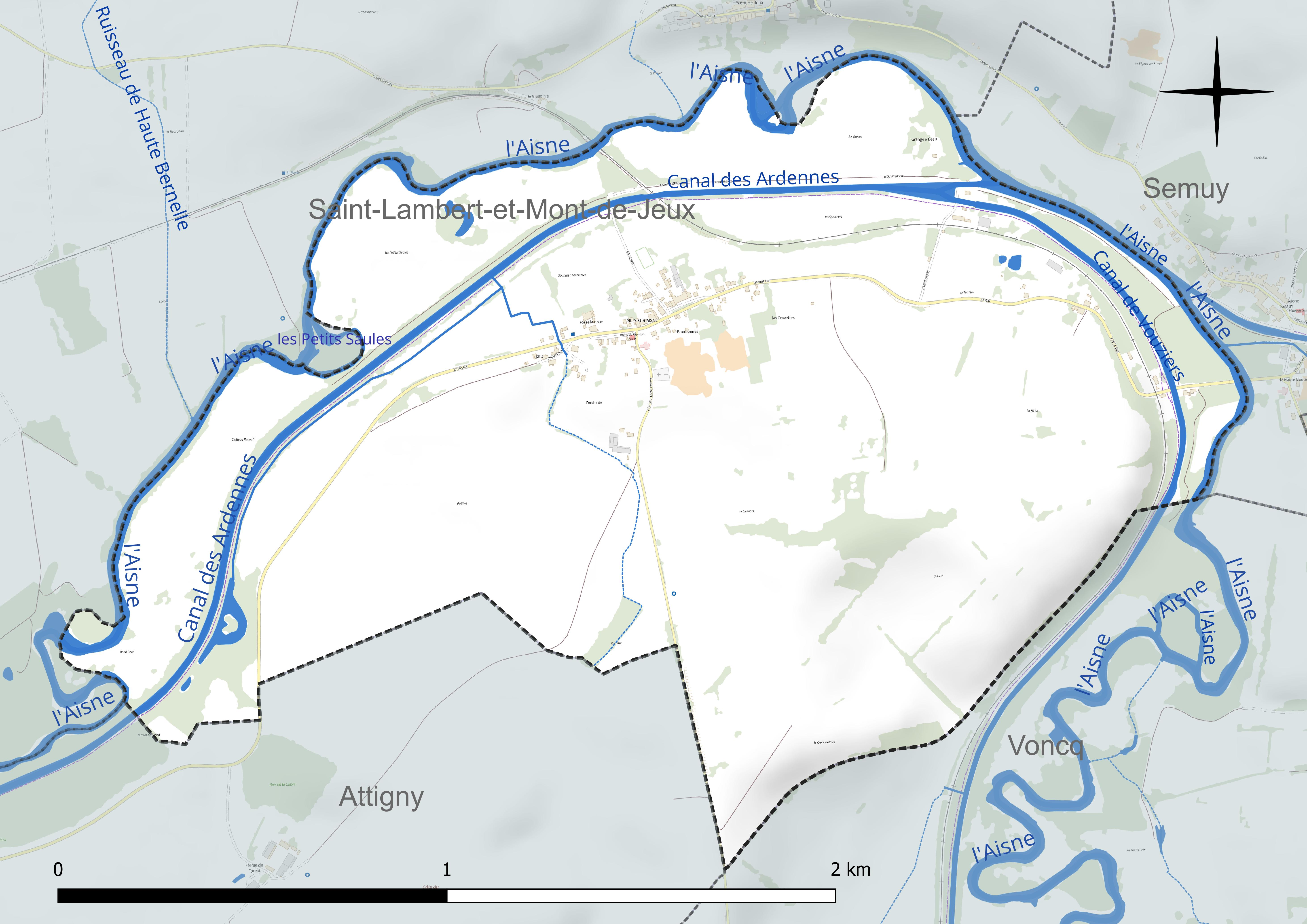
Réseau hydrographique de Rilly-sur-Aisne.

Deux plans d'eau complètent le réseau hydrographique : les Petits Saules, d'une superficie totale de 0,6 ha (0,2 ha sur la commune) et Rivière l'Aisne, d'une superficie totale de 0,3 ha (0,2 ha sur la commune),.

### Climat
Pour des articles plus généraux, voir Climat du Grand Est et Climat des Ardennes.
En 2010, le climat de la commune est de type climat océanique dégradé des plaines du Centre et du Nord, selon une étude du Centre national de la recherche scientifique s'appuyant sur une série de données couvrant la période 1971-2000. En 2020, Météo-France publie une typologie des climats de la France métropolitaine dans laquelle la commune est exposée à un climat océanique altéré et est dans la région climatique Nord-est du bassin Parisien, caractérisée par un ensoleillement médiocre, une pluviométrie moyenne régulièrement répartie au cours de l’année et un hiver froid (3 °C).
Pour la période 1971-2000, la température annuelle moyenne est de 10,2 °C, avec une amplitude thermique annuelle de 15,9 °C. Le cumul annuel moyen de précipitations est de 803 mm, avec 12,7 jours de précipitations en janvier et 8,7 jours en juillet. Pour la période 1991-2020, la température moyenne annuelle observée sur la station météorologique de Météo-France la plus proche, « Saulces-Champenoises », sur la commune de Saulces-Champenoises à 10 km à vol d'oiseau, est de 11,0 °C et le cumul annuel moyen de précipitations est de 691,6 mm. 
La température maximale relevée sur cette station est de 41,1 °C, atteinte le 25 juillet 2019 ; la température minimale est de −13,9 °C, atteinte le 7 février 2012,,.
Les paramètres climatiques de la commune ont été estimés pour le milieu du siècle (2041-2070) selon différents scénarios d'émission de gaz à effet de serre à partir des nouvelles projections climatiques de référence DRIAS-2020. Ils sont consultables sur un site dédié publié par Météo-France en novembre 2022.

## Urbanisme

### Typologie
Au 1er janvier 2024, Rilly-sur-Aisne est catégorisée commune rurale à habitat dispersé, selon la nouvelle grille communale de densité à 7 niveaux définie par l'Insee en 2022.
Elle est située hors unité urbaine. Par ailleurs la commune fait partie de l'aire d'attraction de Vouziers, dont elle est une commune de la couronne,. Cette aire, qui regroupe 45 communes, est catégorisée dans les aires de moins de 50 000 habitants,.

### Occupation des sols
L'occupation des sols de la commune, telle qu'elle ressort de la base de données européenne d’occupation biophysique des sols Corine Land Cover (CLC), est marquée par l'importance des territoires agricoles (97,9 % en 2018), une proportion identique à celle de 1990 (97,9 %). La répartition détaillée en 2018 est la suivante : 
prairies (76,1 %), terres arables (21,8 %), forêts (2,1 %). L'évolution de l’occupation des sols de la commune et de ses infrastructures peut être observée sur les différentes représentations cartographiques du territoire : la carte de Cassini (XVIIIe siècle), la carte d'état-major (1820-1866) et les cartes ou photos aériennes de l'IGN pour la période actuelle (1950 à aujourd'hui).

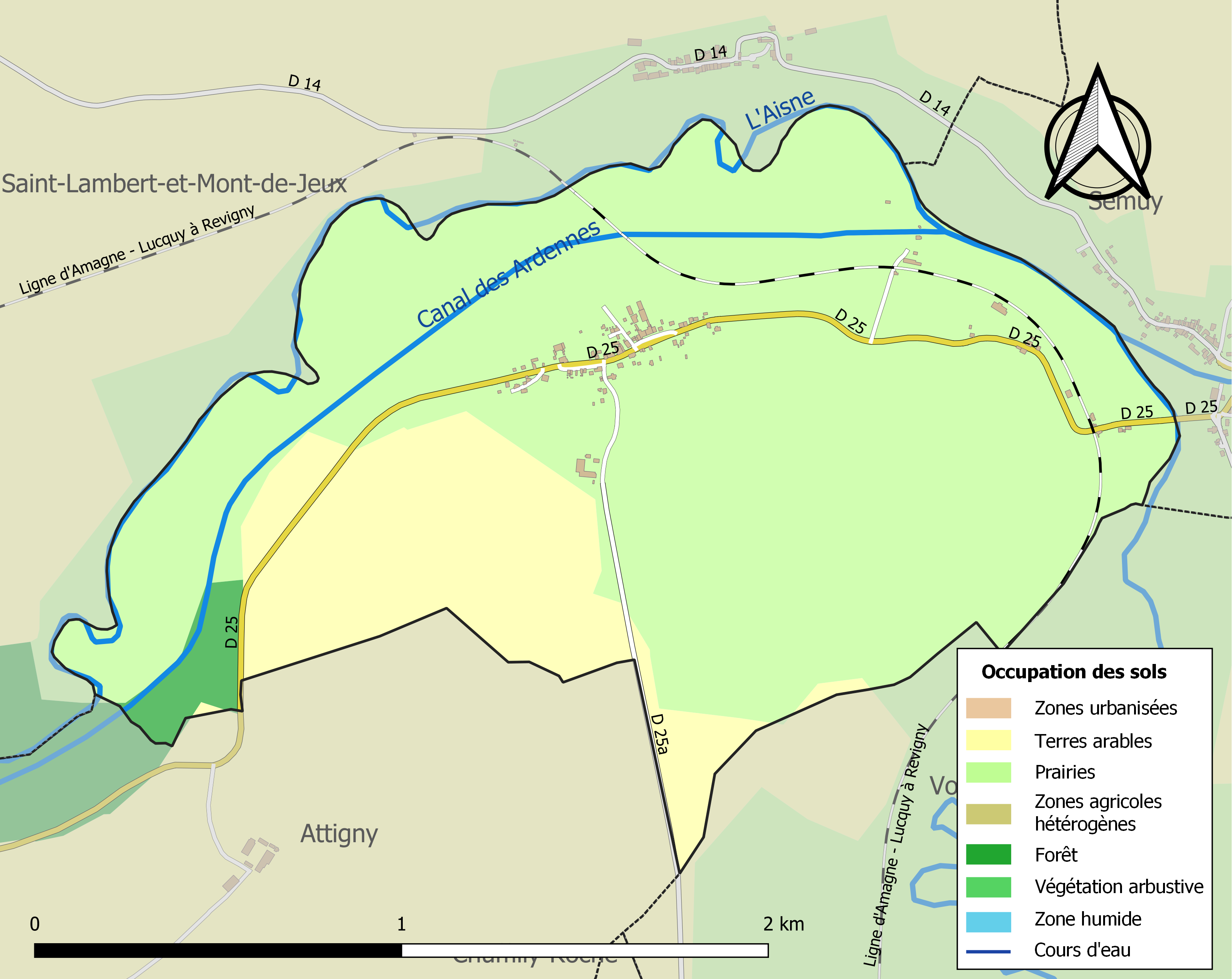
Carte des infrastructures et de l'occupation des sols de la commune en 2018 (CLC).

## Toponymie
Rilly-sur-Aisne se nommait Rilly-aux-Oies jusqu'en 1936[réf. nécessaire].
L'Aisne est une rivière du nord de la France, dans les deux régions Grand Est et Hauts-de-France, traversant les cinq départements Meuse, Marne, Ardennes, Aisne, Oise. Elle donne son nom au département de l'Aisne.

## Politique et administration
| Période                                  | Période                   | Identité                                         | Étiquette | Qualité                                              |
| ---------------------------------------- | ------------------------- | ------------------------------------------------ | --------- | ---------------------------------------------------- |
| avant 1875                               | après 1876                | Foucart                                          |           |                                                      |
| ?                                        | ?                         | Marie-Noëlle Gentil                              | DVD       | Conseillère générale du canton d'Attigny (1976-2001) |
| mars 2001                                | En cours (au 23 mai 2020) | Christian Gérard, Réélu pour le mandat 2020-2026 | SE        | Retraité                                             |
| Les données manquantes sont à compléter. |                           |                                                  |           |                                                      |

## Démographie
L'évolution du nombre d'habitants est connue à travers les recensements de la population effectués dans la commune depuis 1793. Pour les communes de moins de 10 000 habitants, une enquête de recensement portant sur toute la population est réalisée tous les cinq ans, les populations de référence des années intermédiaires étant quant à elles estimées par interpolation ou extrapolation. Pour la commune, le premier recensement exhaustif entrant dans le cadre du nouveau dispositif a été réalisé en 2005.

En 2022, la commune comptait 124 habitants, en évolution de −9,49 % par rapport à 2016 (Ardennes : −2,97 %, France hors Mayotte : +2,11 %).
| 1793 | 1800 | 1806 | 1821 | 1831 | 1836 | 1841 | 1846 | 1851 |
| ---- | ---- | ---- | ---- | ---- | ---- | ---- | ---- | ---- |
| 277  | 282  | 308  | 272  | 312  | 357  | 382  | 372  | 352  |

| 1866 | 1872 | 1876 | 1881 | 1886 | 1891 | 1896 | 1901 | 1906 |
| ---- | ---- | ---- | ---- | ---- | ---- | ---- | ---- | ---- |
| 394  | 367  | 334  | 303  | 364  | 290  | 279  | 257  | 274  |

| 1911 | 1921 | 1926 | 1931 | 1936 | 1946 | 1954 | 1962 | 1968 |
| ---- | ---- | ---- | ---- | ---- | ---- | ---- | ---- | ---- |
| 259  | 198  | 177  | 147  | 159  | 98   | 167  | 137  | 121  |

| 1975 | 1982 | 1990 | 1999 | 2005 | 2006 | 2010 | 2015 | 2020 |
| ---- | ---- | ---- | ---- | ---- | ---- | ---- | ---- | ---- |
| 102  | 111  | 111  | 105  | 110  | 108  | 111  | 133  | 128  |

| 2022 | - | - | - | - | - | - | - | - |
| ---- | - | - | - | - | - | - | - | - |
| 124  | - | - | - | - | - | - | - | - |

## Lieux et monuments

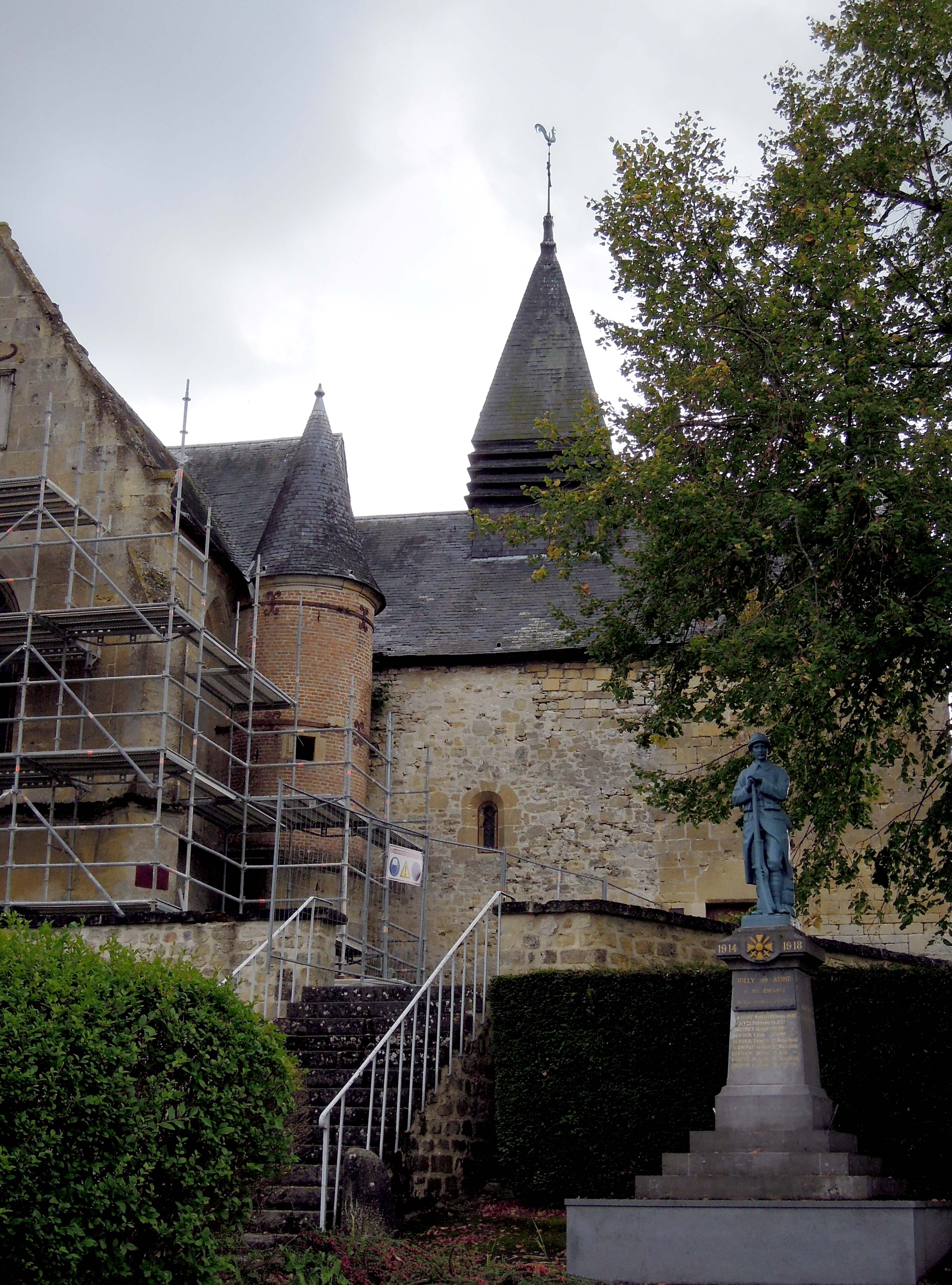
Église et monument aux morts.

L'église Saint-Waast de Rilly-sur-Aisne : inscrit à l'inventaire des monuments historiques.

## Personnalités liées à la commune
- Jean Bardou, né en 1729 à Torcy, curé de Rilly-aux-Oies, écrivain et humoriste célèbre[26].

## Héraldique
| Blason de Rilly-sur-Aisne | Blason  | Écartelé : au 1er et 4e d'or à la tour de gueules maçonnée de sable et couverte d'azur, au 2e et 3e d'azur à l'oie d'argent, sur le tout de gueules à cinq annelets d'or ordonnés en sautoir. |
| Blason de Rilly-sur-Aisne | Détails | Le statut officiel du blason reste à déterminer. |